# James Quincey
James Robert B. Quincey (nascido 8 de janeiro de 1965) é um empresário britânico radicado nos Estados Unidos. Depois de iniciar sua carreira na Bain & Co, ele ingressou na The Coca-Cola Company em 1996 e mais tarde foi nomeado chief operating officer (COO). Ele é agora o presidente e executivo-chefe (CEO) da empresa.

## Juventude
James Robert B. Quincey nasceu em 8 de janeiro de 1965 em Londres, Inglaterra, e viveu em Hanover, New Hampshire, EUA por três anos, quando seu pai era professor de bioquímica no Dartmouth College. Aos cinco anos, eles se mudaram para Birmingham, na Inglaterra. Ele frequentou a King Edward's School, em Birmingham, e é bacharel em engenharia eletrônica pela Universidade de Liverpool.  Ele é fluente em espanhol.

## Carreira

### Entrando na Coca-Cola
Depois de trabalhar com a Bain &amp; Co e uma consultoria menor, ele ingressou na Coca-Cola em 1996. Com a Coca, ele morou na América Latina e trabalhou para a Coca no México, onde liderou a aquisição da Jugos del Valle.  Ele foi presidente da Unidade de Negócios Noroeste da Europa e Nórdicos de 2008 a 2012. Em 2013, ele se tornou presidente do Grupo Europa da Coca-Cola. Na Europa, ele supervisionou a aquisição da Innocent Drinks pela Coca-Cola e a venda e consolidação das operações de engarrafamento da Coca-Cola na Europa.  Quando ele estava trabalhando com a Coca no início, Bloomberg diz que foi fundamental para fazer a empresa vender porções menores.

### COO e presidente
Em agosto de 2015, a Coca o nomeou chief operating officer (COO). Ele se tornou presidente mais tarde naquele ano. Ele traçou um plano para ter cinco grupos de categorias para marcas na empresa. Ele também mudou a gestão e toda a hierarquia da Coca.

### Presidente e CEO
Ele foi nomeado CEO em dezembro de 2016. Quincey se tornou CEO no mês de maio seguinte, quando Muhtar Kent se aposentou. Entre seus primeiros atos como CEO, ele anunciou a redução de 1.200 cargos corporativos como parte de um plano para investir em novos produtos e marketing e restaurar a receita e o crescimento do lucro do ano de quatro para seis por cento. Quincey também disse em entrevistas que queria livrar a cultura da Coca-Cola do excesso de cautela em relação ao risco, e que pretendia diversificar ainda mais o portfólio da Coca acelerando os investimentos em empresas iniciantes. Mais tarde, ele lançou um plano para reciclar uma garrafa para cada garrafa vendida até 2030.